# Casasia longipes
Casasia longipes är en måreväxtart som beskrevs av Ignatz Urban. Casasia longipes ingår i släktet Casasia och familjen måreväxter. IUCN kategoriserar arten globalt som nära hotad.
Artens utbredningsområde är Jamaica. Inga underarter finns listade i Catalogue of Life.